# Mateus 1

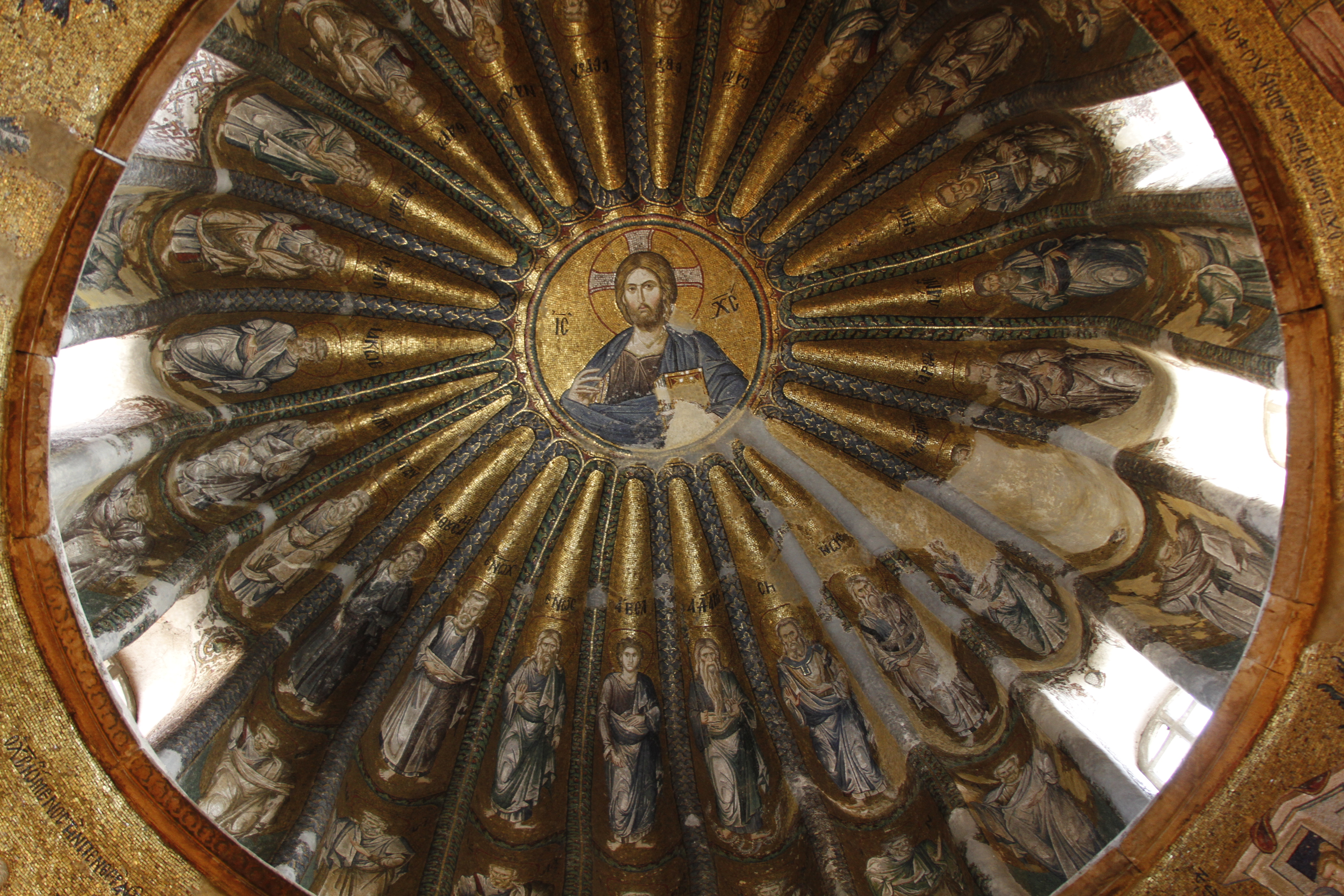
Genealogia de Jesus na Igreja de Chora, Istambul.

Mateus 1 é o primeiro capítulo do Evangelho de Mateus no Novo Testamento da Bíblia. Sua estrutura se divide em duas seções bem distintas: a primeira apresenta a genealogia do pai terreno de Jesus, José, desde Abraão; a segunda, começando em Mateus 1:18, estabelece a doutrina do nascimento virginal de Jesus.

## Genealogia de Jesus
Mateus abre seu evangelho com a genealogia de seu pai terreno, José, o que, por si, é uma evidência da importância que Mateus dava ao tema. Ela demonstra que Jesus pertence à Casa de David e é, portanto, seu herdeiro. Mateus afirma ainda que Jesus é, na realidade, Filho de Deus e não é verdadeiramente filho de José. Legalmente, porém, José é pai de Jesus e alguns estudiosos defendem que a paternidade legal é de extrema importância. Ra McLaughlin argumenta, por exemplo, que o evento central desta seção é a adoção de Jesus por José (que se materializa quando ele dá nome à criança), um ato que torna possível que Jesus seja o prometido Messias da linhagem de David.
A seção começa com Abraão, que é tradicionalmente considerado como ancestral de todas as famílias da terra. Ela segue passando por importantes figuras do Antigo Testamento, como Isaac, Jacó e Judá. A passagem também faz referência aos irmãos de Judá que nada tem a ver com a genealogia. Gundry defende que eles foram incluídos por que Mateus estaria tentando retratar o povo de Deus como uma "irmandade".
Há diversos problemas com a genealogia, porém. A lista é significativamente diferente da encontrada em Lucas 3, na qual a linhagem, do cativeiro na Babilônia até o avô de Jesus, é completamente diferente. Mateus pula diversos nomes onde a genealogia é bem conhecida a partir de outras fontes: Jeoiaquim ficou de fora de Mateus 1:11 e quatro nomes estão faltando em Mateus 1:8. Ao contrário da maior parte das genealogias bíblicas, a de Mateus menciona diversas figuras que não estão na linha direta de descendência, incluindo quatro mulheres, Tamar, Rute, Betsabé e Raabe.
Diversas teorias já foram propostas para tratar destes problemas. Uma, bastante popular, é que, enquanto Mateus provê a genealogia de José e de seu pai, Jacó, Lucas detalha a genealogia do sogro de José, Eli. McLaughlin argumenta que, como Jeconias precisa ser contado em dois diferentes grupos para que se completem as «quatorze gerações» (Mateus 1:17), a genealogia em Mateus deve ser vista não como uma lista historicamente completa, mas como um artifício literário que tinha por objetivo sublinhar a importância de alguns eventos na história dos israelitas: a Aliança com Abraão, a Aliança com David, o exílio na Babilônia e especialmente o reino do Messias, que é o tema do resto do evangelho.
Outros estudiosos duvidam destas teorias e a maioria dos que não acreditam na inerrância bíblica acreditam que um ou outra (ou ambas) contém erros históricos. A genealogia de Lucas contém um número de nomes mais realista para a época (na qual se vivia menos) enquanto que à lista de Mateus falta também a forma paponímica de atribuição de nomes utilizada na época. Gundry acredita que a parte final da lista de Mateus não passa de uma "grande figura de linguagem" e defende que, naquele tempo, era perfeitamente aceitável completar lacunas na narrativa histórica com "ficção plausível".

## Nascimento de Jesus
A segunda parte de Mateus 1 relata alguns dos eventos do nascimento de Jesus, como a Anunciação (Mateus 1:18–21). Enquanto Lucas e Mateus discordam entre si em alguns detalhes, as mais importantes ideias, como o nascimento virginal e a natureza divina de Jesus, são compartilhados. Ao contrário do relato de Lucas, Mateus se concentra em José, desde sua descoberta da gravidez de sua noiva virgem, sua preocupação com o fato e a mensagem do anjo pedindo-lhe que a aceitasse citando Isaías 7:14, um presságio do nascimento do Messias.
Este foco em José é pouco usual. Schweizer acredita que Mateus está muito mais preocupado em provar o status legal de Jesus como enteado de José (e, portanto, herdeiro de David), do que em provar o nascimento virginal, o que, para ele, revela que a audiência pretendida era de origem judaica, um padrão que se encontra por todo o seu evangelho. A importância das referências ao Antigo Testamento é também evidência disto. Hill acredita que a citação de Isaías era, na realidade, o ponto central e acredita que toda esta seção foi escrita para provar que a história de Jesus corresponde à que foi profetizada.
Stendhal, por outro lado, vê nesta segunda seção uma grande nota rodapé da última linha da genealogia, uma longa explicação do motivo pelo qual José é meramente o marido da mãe de Jesus e também por que ele era o herdeiro de David. McLaughlin defende que Mateus teria reconhecido que a profecia de Isaías ao rei Acaz em Isaías 8:1 é sobre uma virgem da época (a esposa de Isaías) e uma criança (Maher-Shalal-Hash-Baz), que nascera como sinal a Acaz, e argumenta que Mateus via no ato de salvação sinalizado pelo nascimento de Maher-Shalal-Hash-Baz era um "tipo" ou "prefiguração" da salvação que viria da virgem e da criança que ele próprio estava descrevendo (Maria e Jesus).
Outros comentaristas acreditam que esta seção deveria ter sido anexada ao começo do capítulo seguinte, que está dividido em quatro seções, cada uma focada numa passagem do Antigo Testamento.

### Nome de Jesus
Em Mateus 1:21, a mensagem do anjo no primeiro sonho de José inclui a origem do nome Jesus e tem implicações soteriológicas quando o anjo instrui a José: " ...a quem chamarás JESUS; porque ele salvará o seu povo dos pecados deles". É este o único trecho do Novo Testamento onde "salvará seu povo" aparece junto de "pecados". Este trecho também é o ponto de partida da cristologia do Nome de Jesus, realizando de partida dois importantes objetivos: primeiro afirmando Jesus como salvador e segundo, enfatizando que o nome não foi escolhido aleatoriamente e sim por um comando divino. O nome Emanuel (que significa "Deus conosco") também aparece em Mateus 1:23 ("E ele será chamado Emanuel, que quer dizer, Deus conosco") e este nome não aparece em nenhum outro ponto do Novo Testamento. Porém, Mateus 28:20 ("Eis que eu estou convosco todos os dias até o fim do mundo") indica que Jesus estará com os fiéis até o final dos tempos.

## Manuscritos
- Papiro 1 - Mateus 1:1-9,12,14-20
- Uncial 071 - Mateus 1:21-24; 1:25-2:2